# Jaijaidin
Le Jaijaidin (bengali : যায়যায়দিন) est un quotidien en bengali publié à Dacca, au Bangladesh.

## Editeur
Au Bangladesh, Jaijaidin a été publié et édité par Shafik Rehman (en) mais il a perdu la direction de Jaijaidin en 2008 pour sa position contre un gouvernement soutenu par l'armée. Kazi Rukanuddin Ahmed est maintenant rédacteur en chef par intérim. Sayeed Hossain Chowdhury est président du comité de rédaction. 
Jaijaidin était autrefois publié sous forme d'hebdomadaire jusqu'au milieu de l'année 2006, date à laquelle il est devenu quotidien. Il est devenu célèbre dans les années 1980 en raison de sa vision moderne et de sa position forte contre le dirigeant militaire Hossain Mohammad Ershad. À un moment donné, il a été interdit par Ershad. Il a commencé à être réédité après le rétablissement de la démocratie en 1991.

## Localisation
Il est situé dans le HRC Media Bhaban dans la zone industrielle de Tejgaon. Le complexe compte deux bâtiments[réf. souhaitée]
Le bâtiment sud compte trois étages. Le rez-de-chaussée abrite l'imprimerie, le service commercial, le service de circulation et la réception. Le premier étage est ouvert aux visiteurs. La salle Clinton est la salle de la table ronde. La salle Mahathir est l'endroit idéal pour organiser des ateliers. Le Studio Monroe est utilisé pour la mise en scène de photos pour le journal et pour l'enregistrement d'émissions de télévision. Le Hitchcock Hall est un cinéma de 40 places[réf. souhaitée]. Le deuxième étage est le lieu de travail des journalistes. Les départements News, Editorial, Feature, IT et Photographie sont hébergés ici. L'étage dispose de 176 bureaux pour les journalistes[réf. souhaitée].

## Renseignements complémentaires
Le Jaijaidin de Shafik Rehman a introduit au Bangladesh la célébration de la Journée de l'amour (ভালবাসা দিবস) Bhalobasha Dibôsh (Saint-Valentin) le 14 février. Jaijaidin a d'abord introduit des numéros spéciaux avec les articles de lecteurs de masse. Des magazines spéciaux sont écrits par des gens de masse, et ces magazines ont aidé à créer des milliers d'écrivains indépendants au Bangladesh. Cette publication est le lieu d'écriture de la plupart des non-résidents bangladais[réf. souhaitée]. Outre l'introduction de la Saint-Valentin, il s'agissait de la première publication de nouvelles du Bangladesh à avoir son propre site Web. En tant qu'hebdomadaire, le Jaijaidin a d'abord mis en œuvre l'idée du Reader's Poll pour élire les artistes de la scène les plus populaires.